# 皮埃尔·樊尚
皮埃尔·樊尚（法語：Pierre Vincent，1964年4月17日—），法国篮球教练。他曾带领法国国家队参加2012年夏季奥林匹克运动会女子篮球比赛，结果队伍获得一枚银牌。